# Alexandre Daigle
 (mai 2021).
- Si vous ne connaissez pas le sujet, laissez ce bandeau (vous pouvez alors contacter les auteurs).
- Si vous supprimez le contenu mis en cause (vous pouvez préalablement contacter les auteurs),

argumentez précisément cette suppression dans la page de discussion
(un manque de référence n'est pas un argument ; une recherche réelle de référence doit avoir été effectuée, être formellement documentée).
 (janvier 2019).
Pour les articles homonymes, voir Daigle.
Alexandre Daigle (né le 7 février 1975 à Laval au Québec) est un joueur professionnel canadien de hockey sur glace ayant mis fin à sa carrière professionnelle en 2010.
En 2024, son nom est inscrit au Temple de la renommée de la Ligue de hockey junior Maritimes-Québec.

## Carrière en club
Au cours du repêchage d'entrée dans la LNH 1993, les Sénateurs d'Ottawa choisissent Alexandre Daigle. Il déclare alors « être très content d’avoir été choisi en premier, car personne ne se souvient jamais du second choix ».
Il signe avec les Sénateurs un contrat de cinq ans pour un montant de 12,25 millions de dollars, ce qui incitera la ligue à instaurer un plafond pour le montant des premiers contrats.
Au cours de la saison 1997-1998, Daigle est échangé. Il rejoint d'abord les franchises des Flyers de Philadelphie, puis celles du Lightning de Tampa Bay et, enfin, des Rangers de New York.
À la fin de la saison 1999-2000, il interrompt sa carrière de hockeyeur afin de se consacrer au cinéma.
Au début de la saison 2002-2003, il revient au hockey et joue avec les Penguins de Pittsburgh. La franchise le fait même jouer avec son club-école de la Ligue américaine de hockey, les Penguins de Wilkes-Barre/Scranton.
Daigle ne reste qu’une saison en Pennsylvanie et se joint ensuite au Wild du Minnesota pour la saison 2003-2004. Il devient le meilleur buteur de l’équipe en égalant son record personnel avec 51 points. Il est en compétition pour gagner le trophée Bill-Masterton, finalement attribué au joueur des Blackhawks de Chicago, Bryan Berard.
Le 6 mars 2006, le Wild envoie Alexandre Daigle dans son club-école de la Ligue américaine de hockey, les Aeros de Houston. Il n’y joue aucun match et le 13 mars, Daigle est échangé contre Brendan Bernakevitch de l’équipe des Monarchs de Manchester, où il termine la saison.
Après une saison peu fructueuse, il signe en mai 2006 un contrat de deux ans avec le club suisse du HC Davos. Ses trois premières années avec Davos, il fait des campagnes de 61, 43 et 32 points, alors qu'une saison en Suisse compte 45 matchs.
Il joue également pour le club Langnau Tigers dans le cadre d'un échange avec le joueur Oliver Setzinger. Le club Davos se sépare de lui en avril 2010, alors que son contrat devait initialement durer jusqu'en 2011.
Il annonce sa retraite du hockey professionnel en 2010.
Le 17 février 2017, les Tigres de Victoriaville de la LHJMQ retirent le numéro 91 qu'a porté Alexandre Daigle avec l'équipe.
En 2024, il entre au Temple de la renommée de la Ligue de hockey junior Maritimes Québec. Il se dit heureux de rejoindre ainsi les « légendes du hockey québécois », même s'il est déçu de ne pas être devenu la « superstar » que l'on voyait en lui. La Presse le décrit comme ayant eu une « carrière prolifique, même enviable », mais, selon Le Journal de Montréal, il n'a « pas été à la hauteur des attentes ».

## Statistiques
| Saison     | Équipe                                 | Ligue      |     | Saison régulière | Saison régulière | Saison régulière | Saison régulière | Saison régulière |    | Séries éliminatoires | Séries éliminatoires | Séries éliminatoires | Séries éliminatoires | Séries éliminatoires |
| Saison     | Équipe                                 | Ligue      | PJ  | B                | A                | Pts              | Pun              | PJ               | B  | A                    | Pts                  | Pun                  |                      |                      |
| 1990-1991  | Régents de Laval-Laurentide-Lanaudière | MAAA       | 42  | 50               | 60               | 110              |                  | 13               | 5  | 9                    | 14                   |                      |                      |                      |
| 1991-1992  | Tigres de Victoriaville                | LHJMQ      | 66  | 35               | 75               | 110              | 63               | -                | -  | -                    | -                    | -                    |                      |                      |
| 1992-1993  | Tigres de Victoriaville                | LHJMQ      | 53  | 45               | 92               | 137              | 85               | -                | -  | -                    | -                    | -                    |                      |                      |
| 1993-1994  | Sénateurs d'Ottawa                     | LNH        | 84  | 20               | 31               | 51               | 40               | -                | -  | -                    | -                    | -                    |                      |                      |
| 1994-1995  | Tigres de Victoriaville                | LHJMQ      | 18  | 14               | 20               | 34               | 16               | -                | -  | -                    | -                    | -                    |                      |                      |
| 1994-1995  | Sénateurs d'Ottawa                     | LNH        | 47  | 16               | 21               | 37               | 14               | -                | -  | -                    | -                    | -                    |                      |                      |
| 1995-1996  | Sénateurs d'Ottawa                     | LNH        | 50  | 5                | 12               | 17               | 24               | -                | -  | -                    | -                    | -                    |                      |                      |
| 1996-1997  | Sénateurs d'Ottawa                     | LNH        | 82  | 26               | 25               | 51               | 33               | 7                | 0  | 0                    | 0                    | 2                    |                      |                      |
| 1997-1998  | Sénateurs d'Ottawa                     | LNH        | 38  | 7                | 9                | 16               | 8                | -                | -  | -                    | -                    | -                    |                      |                      |
| 1997-1998  | Flyers de Philadelphie                 | LNH        | 37  | 9                | 17               | 26               | 6                | 5                | 0  | 2                    | 2                    | 0                    |                      |                      |
| 1998-1999  | Flyers de Philadelphie                 | LNH        | 31  | 3                | 2                | 5                | 2                | -                | -  | -                    | -                    | -                    |                      |                      |
| 1998-1999  | Lightning de Tampa Bay                 | LNH        | 32  | 6                | 6                | 12               | 2                | -                | -  | -                    | -                    | -                    |                      |                      |
| 1999-2000  | Wolf Pack de Hartford                  | LAH        | 16  | 6                | 13               | 19               | 4                | -                | -  | -                    | -                    | -                    |                      |                      |
| 1999-2000  | Rangers de New York                    | LNH        | 58  | 8                | 18               | 26               | 23               | -                | -  | -                    | -                    | -                    |                      |                      |
| 2002-2003  | Penguins de Wilkes-Barre/Scranton      | LAH        | 40  | 9                | 29               | 38               | 18               | 4                | 0  | 1                    | 1                    | 0                    |                      |                      |
| 2002-2003  | Penguins de Pittsburgh                 | LNH        | 33  | 4                | 3                | 7                | 8                | -                | -  | -                    | -                    | -                    |                      |                      |
| 2003-2004  | Wild du Minnesota                      | LNH        | 78  | 20               | 31               | 51               | 14               | -                | -  | -                    | -                    | -                    |                      |                      |
| 2004-2005  | Forward Morges                         | LNB        | -   | -                | -                | -                | -                | 2                | 1  | 1                    | 2                    | 0                    |                      |                      |
| 2005-2006  | Wild du Minnesota                      | LNH        | 46  | 5                | 23               | 28               | 12               | -                | -  | -                    | -                    | -                    |                      |                      |
| 2005-2006  | Monarchs de Manchester                 | LAH        | 16  | 6                | 8                | 14               | 4                | 7                | 4  | 7                    | 11                   | 6                    |                      |                      |
| 2006-2007  | HC Davos                               | LNA        | 44  | 22               | 39               | 61               | 44               | 18               | 4  | 9                    | 13                   | 6                    |                      |                      |
| 2007-2008  | HC Davos                               | LNA        | 45  | 13               | 30               | 43               | 59               | 12               | 6  | 5                    | 11                   | 2                    |                      |                      |
| 2008-2009  | HC Davos                               | LNA        | 39  | 8                | 20               | 28               | 2                | 10               | 1  | 2                    | 3                    | 2                    |                      |                      |
| 2009-2010  | HC Davos                               | LNA        | 4   | 2                | 2                | 4                | 2                | -                | -  | -                    | -                    | -                    |                      |                      |
| 2009-2010  | Fribourg-Gottéron                      | LNA        | 2   | 0                | 2                | 2                | 0                | -                | -  | -                    | -                    | -                    |                      |                      |
| 2009-2010  | SCL Tigers                             | LNA        | 25  | 7                | 17               | 24               | 0                | 9                | 2  | 6                    | 8                    | 14                   |                      |                      |
| Totaux LNH | Totaux LNH                             | Totaux LNH | 616 | 129              | 198              | 327              | 186              | 12               | 0  | 2                    | 2                    | 2                    |                      |                      |
| Totaux LNA | Totaux LNA                             | Totaux LNA | 164 | 53               | 113              | 166              | 113              | 49               | 13 | 22                   | 35                   | 24                   |                      |                      |